# 먹바퀴
먹바퀴(학명: Periplaneta fuliginosa)는 왕바퀴과의 바퀴벌레이며 대형종으로 몸 길이는 26~30mm 정도 된다. 몸은 전체적으로 흑색이며 광택이 난다. 암수 모두 날개가 있으며, 집바퀴에 비해 크기가 더 크고 넓적하며 앞가슴등판이 매끈한 점으로 구분할 수 있다. 한국, 중국, 일본 등에도 분포한다.
대표적인 위생 해충이다.

## 사진

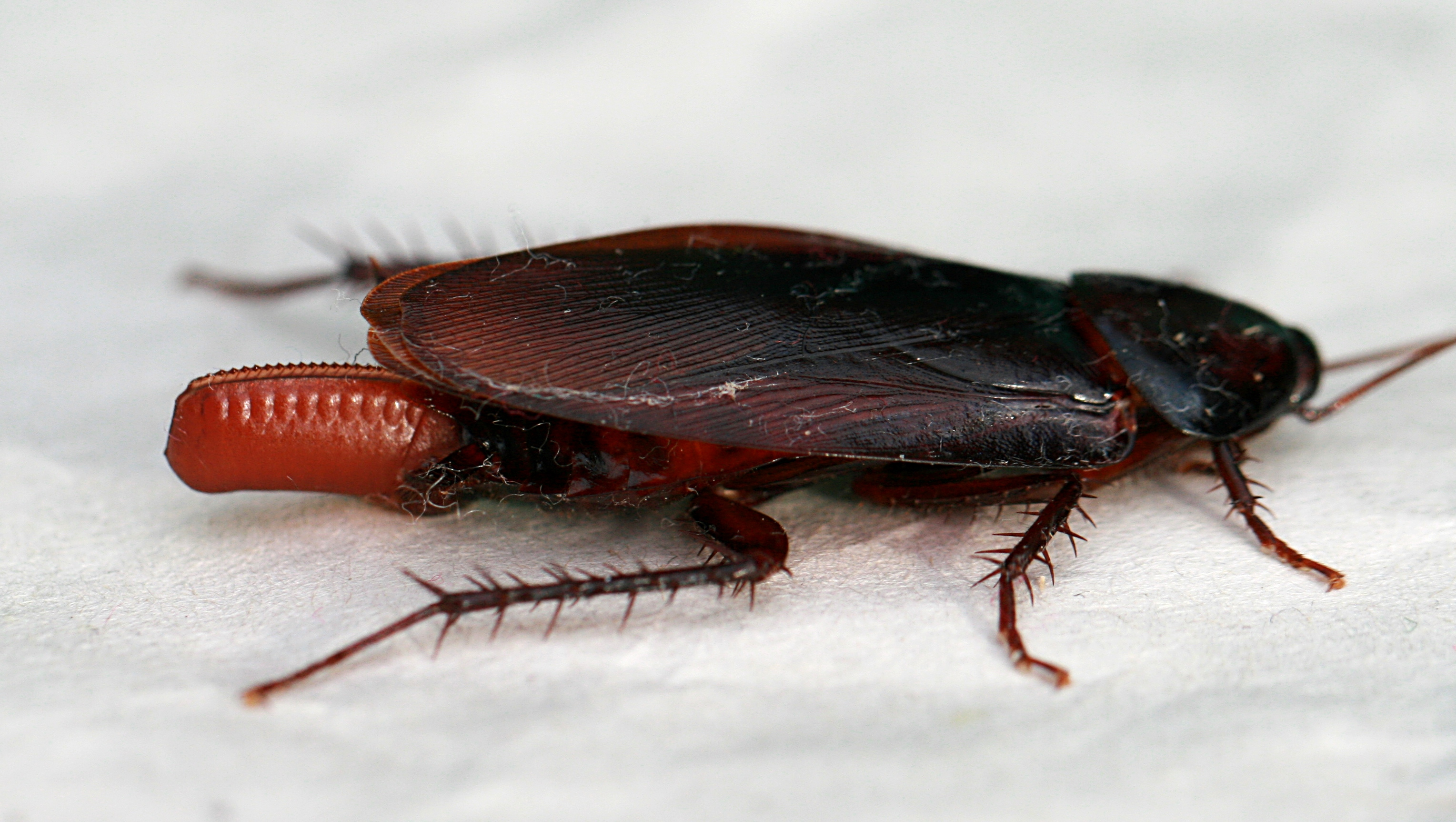
먹바퀴가 알집을 달고 있는 모습
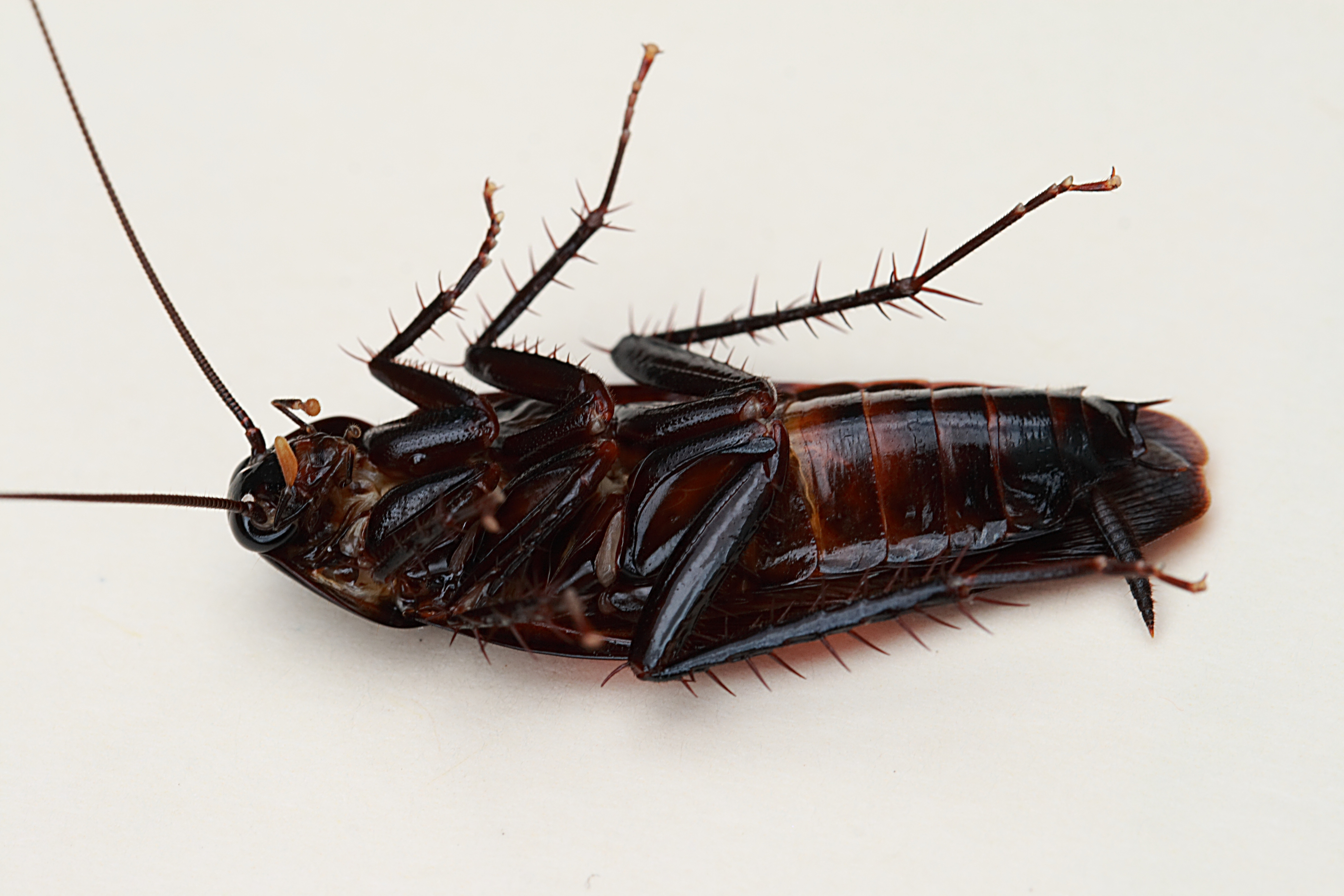
먹바퀴의 배면
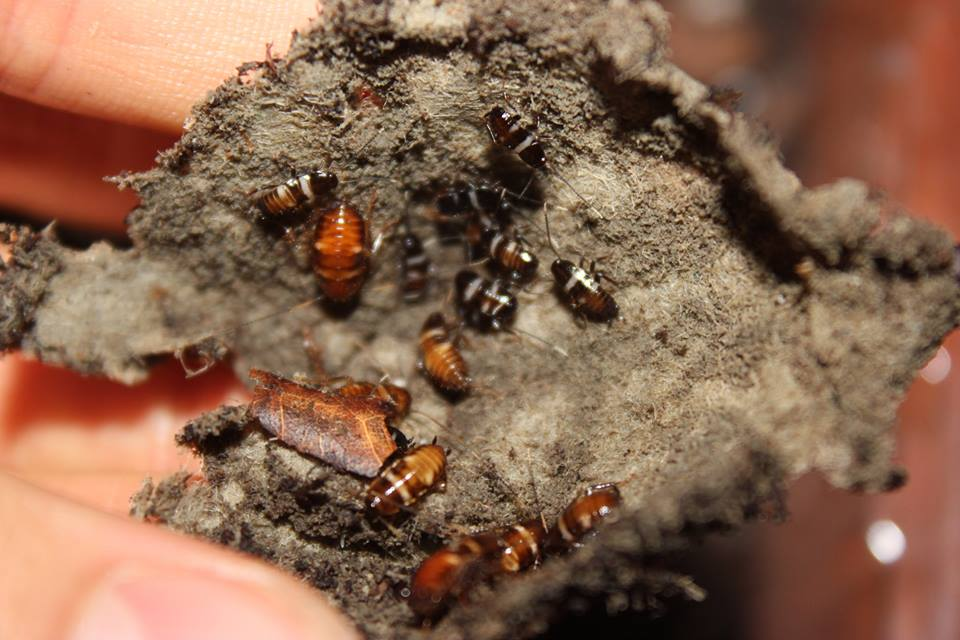
먹바퀴 새끼
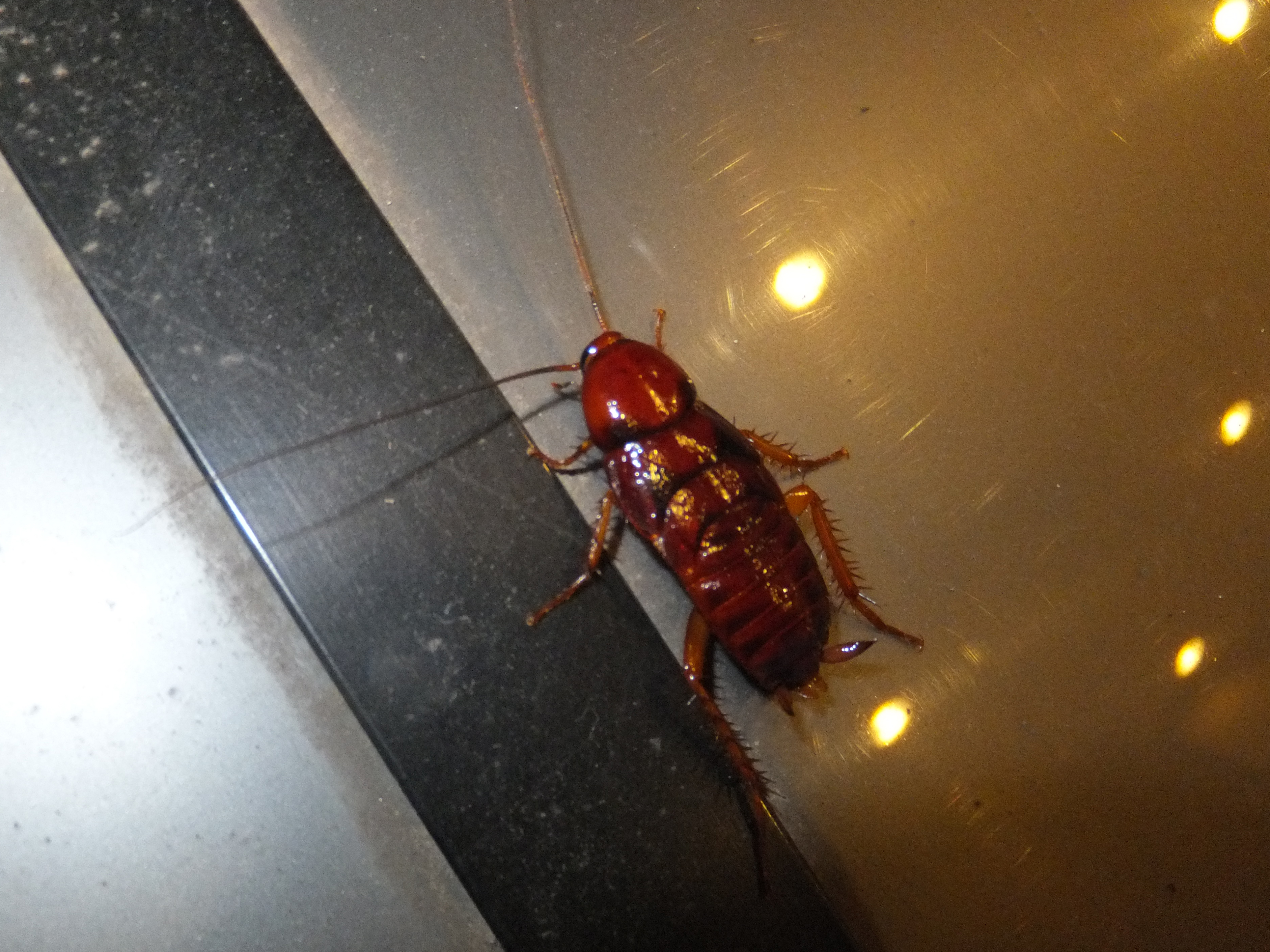
먹바퀴 약충